# Плоскостручечник льонолистий
Плоскостручечник льонолистий, плоскоплідник льонолистий (Meniocus linifolius) — вид рослин з родини капустяних (Brassicaceae); поширений на заході Північної Африки, у південно-західній та південно-східній Європі, та в Азії.

## Опис
Однорічна рослина 10–20 см. Рослина вкрита зірчастими волосками. Листки клиноподібно-лінійні, цілокраї. Пелюстки блідо-жовті, 2–3 мм завдовжки. Стручечки плоскі, 4–5 мм завдовжки і 3–3.5 мм шириною, з дуже коротким стовпчиком і 4–8-насінними гніздами, голі. Нитки всіх тичинок крилато-розширені й мають по 1 зубцю. Листки розміром (5)10–25 × 1–3 мм; сидячі. Суцвіття 10–25-квіткові, завдовжки до 15 см під час плодоношення. Квіти ≈ 1.5 мм в діаметрі. Чашолистки ≈ 1.5 мм завдовжки. Тичинки ≈ 1–1.5 мм завдовжки. Насіння яйцеподібно-кулясте, довжиною 1–1.5 мм, буре.

## Поширення
Поширений на заході Північної Африки, у південно-західній та південно-східній Європі, західній Азії, середній Азії й на схід до Сибіру та північно-західного Китаю й на південний схід до Пакистану.
В Україні вид зростає в степах, на сухих схилах, на вапнякових і крейдяних відслоненнях — в Донецькому Лісостепу, Степу та Криму.